# Filtro Chebyshev

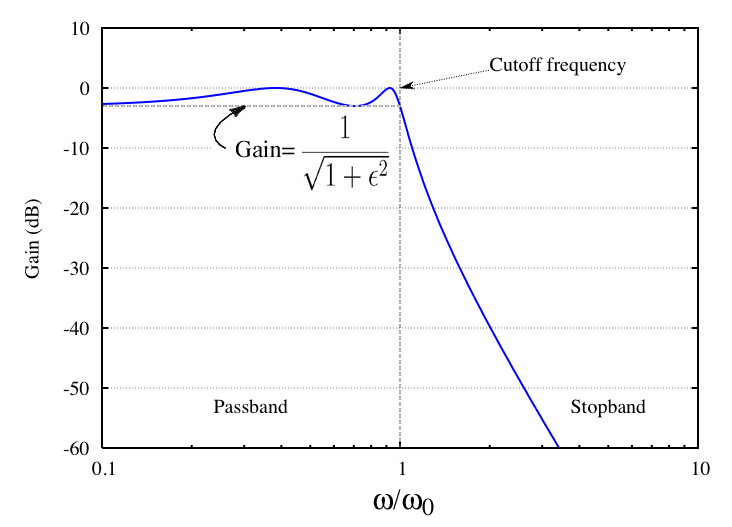
A resposta em frequência de um filtro Chebyshev passa-baixas do tipo I de quarta ordem

Os filtros Chebyshev são filtros analógicos ou digitais que possuem um aumento na atenuação (roll-off) e uma maior ondulação (ripple) na banda passante que os Filtros Butterworth. Os filtros Chebyshev possuem a propriedade de minimizarem o erro entre as características do filtro idealizado e o atual com relação à faixa do filtro, porém com ripples na banda passante.
Este tipo de filtro recebeu seu nome em honra a Pafnuty Chebyshev, devido a suas características matemáticas serem derivadas dos polinômios de Chebyshev.

## Descrição

### Filtros Chebyshev do Tipo I
Estes são o tipo mais comum dos filtros Chebyshev. A sua característica da amplitude em frequência de ordem {\displaystyle n} pode ser descrita matematicamente como:
{\displaystyle G_{n}(\omega )=\left|H_{n}(j\omega )\right|={\frac {1}{\sqrt {1+\epsilon ^{2}T_{n}^{2}\left({\frac {\omega }{\omega _{0}}}\right)}}}}
em que {\displaystyle |\epsilon |<1} e {\displaystyle |H(\omega _{0})|={\frac {1}{\sqrt {1+\epsilon ^{2}}}}} é a amplificação na frequência de corte {\displaystyle \omega _{0}} (nota: a definição comum na frequência de corte como a frequência com um ganho de −3 dB não se aplica aos filtros Chebyshev), e {\displaystyle T_{n}\left({\frac {\omega }{\omega _{0}}}\right)} é um polinomial de Chebyshev da {\displaystyle n}ésima ordem, como por exemplo:
{\displaystyle T_{n}\left({\frac {\omega }{\omega _{0}}}\right)=\cos \left(n\cdot \arccos {\frac {\omega }{\omega _{0}}}\right);0\leq \omega \leq \omega _{0}}
{\displaystyle T_{n}\left({\frac {\omega }{\omega _{0}}}\right)=\cosh \left(n\cdot \operatorname {arccosh} {\frac {\omega }{\omega _{0}}}\right);\omega >\omega _{0}}
alternativamente:
{\displaystyle T_{n}\left({\frac {\omega }{\omega _{0}}}\right)=a_{0}+a_{1}{\frac {\omega }{\omega _{0}}}+a_{2}\left({\frac {\omega }{\omega _{0}}}\right)^{2}+\,\cdots \,+a_{n}\left({\frac {\omega }{\omega _{0}}}\right)^{n};0\leq \omega \leq \omega _{0}}
{\displaystyle T_{n}\left({\frac {\omega }{\omega _{0}}}\right)={\frac {\left({\frac {\omega }{\omega _{0}}}{\sqrt {\left({\frac {\omega }{\omega _{0}}}\right)^{2}-1}}\right)^{n}+\left({\frac {\omega }{\omega _{0}}}{\sqrt {\left({\frac {\omega }{\omega _{0}}}\right)^{2}-1}}\right)^{-n}}{2}};\omega >\omega _{0}}
A ordem de um filtro Chebyshev é igual ao número de componentes reativos (como os indutores) necessários para a montagem do filtro utilizando eletrônica analógica.
O ripple é comumente dado em dB:
Ripple em dB = {\displaystyle 20\log _{10}{\sqrt {1+\epsilon ^{2}}}}
Um ripple de 3 dB dessa forma equivale ao valor {\displaystyle \epsilon =1}.
Um roll-off ainda mais íngreme pode ser obtido caso nos permitamos ripple na banda passante, permitindo que o zeros no eixo {\displaystyle j\omega } no plano complexo. Isto ira entretanto resulta em uma menor supressão na banda atenuada. O resultado deste processo é o filtro elíptico, também conhecido como filtro Cauer.

### Filtros Chebyshev do Tipo II
Também conhecidos como Chebyshev invertidos, este tipo é menos comum pois ele não apresenta um roll off tão acentuado quanto o tipo I, e requer uma maior quantidade de componentes. Ele não possui ripple em sua banda passante, porém possui ripple na sua banda atenuada. Sua função de transferência é:
{\displaystyle \left|H(j\omega )\right|^{2}={\frac {1}{\sqrt {1+{\frac {1}{\epsilon ^{2}T_{n}^{2}\left(\omega _{0}/\omega \right)}}}}}}
O parâmetros ε é relacionado à atenuação da banda rejeitada γ em decibeis por
{\displaystyle \epsilon ={\frac {1}{\sqrt {10^{0.1\gamma }-1}}}}
Para uma atenuação de banda rejeitada de 5dB, ε = 0.6801; para uma atenuação de 10dB, ε = 0.3333. A frequência fC = ωC/2 π é a frequência de corte. A frequência de 3dB fH é relacionada a fC da seguinte forma:
{\displaystyle f_{H}=f_{C}\cosh \left({\frac {1}{n}}\cosh ^{-1}{\frac {1}{\epsilon }}\right)}

## Comparação com outros filtros lineares
Aqui temos uma imagem mostrando a resposta em frequência de filtros Chebyshev junto com a resposta de outros tipos comum de filtro obtidos com os mesmos números de coeficientes:
notamos nesta imagem que os filtros Chebyshev possuem uma queda mais acentuada do que o filtro Butterworth, porém menos acentuada do que o filtro elíptico, porém eles apresentam menos ondulações em sua largura de banda.